# Awoiska van der Molen
Awoiska van der Molen (Groningen, 1972) is een Nederlandse beeldend kunstenaar die werkt met het medium fotografie. Zij staat bekend om haar zwart-wit fotowerken gemaakt in de natuurlijke omgeving. De analoge zilvergelatine prints drukt zij af met de hand veelal op groot formaat.

## Opleiding en leven
Van der Molen groeide op in de stad Groningen in een kunstenaarsmilieu. Ze is een dochter van kunstschilder Christien Bugel en een kleindochter van beeldhouwer Wladimir de Vries.
Van der Molen studeerde architectuur en fotografie aan Academie Minerva in Groningen. In 2000 studeerde zij aan het Department of Art aan het Hunter College in  New York. De titel Master of Fine Arts in Photography behaalde zij in 2003 aan de Academie St. Joost in Breda. Van der Molen woont in Amsterdam en werkt wereldwijd.

## Werk
Voor het maken van haar werk reist Van der Molen naar verschillende uithoeken van de aarde. De monochrome fotowerken die hieruit ontstaan tonen de ervaring van haar solitair verblijven in deze afgelegen gebieden. Haar interesse in de psychologische lading van de onderwerpen die zij fotografeert is een terugkerend motief dat de basis vond in haar vroege werk dat bestaat uit portretten en stads-landschappen. Van der Molen geeft geen titels aan de afzonderlijke gelatine zilverdrukken en ook laat zij topografische duiding achterwege.
Van der Molen staat op de shortlist van de Prix Pictet 2019 met het werk Am schwarzen Himmelsrund, 2009-2018. 
In 2017 stond Van der Molen op de shortlist van de Deutsche Börse Photography Foundation Prize 2017 en was zij de ontvanger van de Larry Sultan Photography Award. Van der Molen won de Japanse Hariban Award in 2014 en was finalist op het Hyères Festival International de Mode et de Photographie in Frankrijk in 2011. In hetzelfde jaar was ze winnaar van een internationale fotowedstrijd in Zwitserland. Haar eerste monografie Sequester werd genomineerd voor de Paris Photo / Aperture First Book Prize in 2014. Het boek werd door The Guardian uitgeroepen tot ‘Best photography book 2014’ en werd bekroond met de Silver Medal bij de ‘Best Book Design from all over the World' in Leipzig. Haar werk is onder andere tentoongesteld in Pier 24 Photography, San Francisco; Huis Marseille, Amsterdam; Museum für Moderne Kunst, Frankfurt; Victoria & Albert Museum, London; FoMu, Antwerpen; Nederlands Fotomuseum, Rotterdam en Kyotographie, Kyoto. Haar eerste grote museum solo-show werd gehouden in Foam Fotografiemuseum Amsterdam in 2016.

## Prijzen en nominaties
- 2008: Core of Industry, Int. photography Award, Nominatie
- 2008: Plat(t)form 08, Fotomuseum Winterthur, Finalist
- 2008: Descubrimientos, Photo Espana, Finalist
- 2011: Alt.+1000 - Festival Photography Montagne, Winnaar
- 2011: Finalist Hyères International Festival of Fashion & Photography, Finalist
- 2012:  Harry Pennings Prize, Winnaar
- 2014:  Hariban Award, Winnaar
- 2014: Paris Photo-Aperture, First Book Prize Shortlist
- 2015: Best Books from all over the World, Zilveren medaille
- 2016: Meijburg Art Commission, Shortlist
- 2017: Headlands Centre for the Arts,  Artist in residence
- 2017: Larry Sultan Photography Award, Winnaar
- 2017: Deutsche Börse Photography Foundation Prize, Shortlist[7]
- 2019: Prix Pictet Prize, Shortlist

## Werk in collecties
- Stedelijk Museum Amsterdam, Nederland
- Victoria and Albert Museum, Londen, Verenigd Koninkrijk
- Pier24 Photography, San Francisco, Verenigde Staten
- Museum Kranenburgh, Bergen NH, Nederland
- Huis Marseille, Amsterdam
- Fotomuseum Den Haag, Nederland
- Foam, Nederland
- The McEvoy Foundation for the Arts, San Francisco, Verenigde Staten
- Museum for Photography, Seoul, Zuid-Korea
- BPD Kunstcollectie[8]
- ING Collectie, NL
- Neuflize Vie ABN AMRO, Parijs, Frankrijk

### Monografieën
- ‘Sequester’, A. van der Molen, 2014, Fw Books. ISBN 9789490119294.
- ‘Blanco’, A. van der Molen, 2017, Fw Books. ISBN 9789490119-485.
- ‘The Living Mountain’, A. van der Molen, 2020, Fw Books. ISBN 978-94-90119-88-1.
- 'The Humanness of Our Lonely Selves', A. van der Molen, 2024. Fw Books. ISBN 978-90-833459-8-7.

### Publicaties/ Catalogi
- Honderd omeletjes met roomkaas, Bril, M., Willemen, K. en Molen, A. van der, 2006, Het Grafisch Huis Groningen.
- 26th International Festival for Photography and Fashion Hyeres, catalogue 2011, ‘Quickscan #01’, catalogue, Gierstberg, F., 2010, Nederlands Fotomuseum Rotterdam.
- Fotoverhalen, uit de verzameling van het Gemeente Museum Den Haag, van Sinderen, W., van der Krabben, M., 2014, Lecturis. ISBN 9789462260177
- De Marseillaise, Vijftien jaar verzamelen, catalogue, Barents E., 2014, Huis Marseille.
- Hariban Award Catalogue, 2014, Benrido Atelier.
- Object Onder / Object Below, Sanders Collection, Sanders, M., Schwartz, J., 2015, Koenig. ISBN 9783863358334
- The Grain of the Present, 2017, catalogue, Pier 24 Photography. ISBN 9781597110006
- Deutsche Börse Photography Foundation Prize, 2017, - Photographer's Gallery. ISBN 9780957618886
- Failed Images: Photography and its Counter-Practices, van Alphen, E.J. 2018, -Valiz. ISBN 9789492095459
- Into the Woods: Trees in Photography, Barnes, M. 2019, Thames & Hudson. ISBN 9780500480533